# John Polson
John Polson (Sydney, 6 settembre 1965) è un attore e regista australiano.

## Biografia
Prende parte come attore a pellicole per lo più sconosciute: recita a fianco di un giovane Russell Crowe nel film a tematica gay Tutto ciò che siamo, di Geoff Burton e Kevin Bowling del 1994. Come regista il suo contributo al cinema è limitato a un paio di opere entrambe sul genere thriller-horror, Swimfan - La piscina della paura del 2002 e Nascosto nel buio del 2005.
Per la TV dirige episodi di serie piuttosto note come Senza traccia, Fringe, FlashForward e Body of Proof.

## Filmografia parziale

### Attore
- Tutto ciò che siamo (The Sum of Us), regia di Geoff Burton e Kevin Bowling (1994)
- Mission: Impossible 2, regia di John Woo (2000)
- Chi è senza peccato - The Dry (The Dry), regia di Robert Connolly (2020)

### Regista

#### Cinema
- Swimfan - La piscina della paura (2002)
- Nascosto nel buio (Hide and Seek) (2005)
- Tenderness (2009)

#### Televisione
- Senza traccia (Without a Trace) – serie TV, 7 episodi (2006-2009)
- Fringe – serie TV, episodio 1x12 (2009)
- The Mentalist – serie TV, 5 episodi (2009-2011)
- FlashForward – serie TV, 4 episodi (2010)
- Body of Proof – serie TV, episodio 1x07 (2011)
- Blue Bloods – serie TV, 6 episodi (2011-2013)
- Elementary – serie TV, 19 episodi (2013-2019)
- The Wilds – serie TV, episodi 1x02-1x03-1x10 (2020)
- FBI: Most Wanted – serie TV, episodio 2x14 (2021)
- Law & Order: Organized Crime – serie TV, 8 episodi (2021-2023)